# 이집트 제14왕조
이집트 제14왕조는 이집트 제2중간기에 등장한 왕조이다. 13왕조 말기의 혼란기에 나일강 삼각주의 동부에 자리잡았다. 토리노 파피루스에 의하면 이 왕조 시기에는 30명에 가까울 정도로 수많은 파라오가 난립했다고 한다.

## 역대 파라오
- 네헤시
- 메르제파레